# 753
753(칠백오십삼)은 752보다 크고 754보다 작은 자연수다.

## 수학
- 합성수로, 그 약수는 1, 3, 251, 753이다. 진약수의 합은 255이므로, 753은 부족수다.
  - 227번째 반소수다. 앞의 반소수는 749, 다음 반소수는 755다.
- {\displaystyle 20^{10}-1}은 753으로 나누어떨어진다.

## 과학
- NGC 753(영어판): 안드로메다자리 방향에 있는 나선은하.
- 753 티플리스(영어판): 소행성.

## 교통

### 철도
- 서울 지하철 7호선 춘의역의 역번호.

### 도로
- 현도 제753호선

## 군사
- 753 해군 항공대(영어판): 과거 존재한 영국의 해군 항공대.
- U-753(영어판): 제2차 세계 대전에 사용된 나치 독일의 군용 잠수함.

## 문화유산
- 대한민국의 보물 제753호: 상지금니 대방광원각수다라요의경

## 기타
- 연도: 753년, 기원전 753년
- 시치고산
- 일본의 인명 ‘나고미(なごみ)’의 숫자 고로아와세. 만화 《2.5차원의 유혹》에 등장하는 동명의 인물의 예명 표기에도 쓰였다.